# NBA H-O-R-S-E Competition
H-O-R-S-E Competition era una competizione di abilità, inaugurata nel 2009, all'NBA All-Star Game di Phoenix.
La gara vedeva la partecipazione di tre partecipanti, e la sfida è tutta incentrata sul tiro. Il primo giocatore effettua un tiro qualsiasi (esclusa la schiacciata), e ha 24 secondi per fare canestro con quel tipo di tiro da lui scelto.
Se ci riusciva, il giocatore seguente aveva anch'egli 24 secondi per realizzare lo stesso tipo di canestro. E così valeva anche per il terzo; il primo giocatore che falliva per cinque volte in cinque diverse tipologie di tiro veniva eliminato.
Si passava poi ad una sfida uno-contro-uno tra i due finalisti, con le regole appena richiamate, dal quale usciva il vincitore.
Il gioco non ebbe molto successo, cosicché per l'All-Star Game 2011 l'NBA ha deciso di non organizzarlo più.

## Albo d'oro
- 2009  Kevin Durant, Oklahoma City Thunder
- 2010  Kevin Durant, Oklahoma City Thunder